# Grand Theft Auto (saga)
El Grand Theft Auto (GTA) és una saga de videojocs d'acció-aventura de món obert creat per David Jones i Mike Dailly; amb la desenvolupadora escocesa Rockstar North (abans DMA Design), publicat per Rockstar Games i debutat el 1998. Inclou set videojocs i dos expansions per a l'original, GTA: London 1969 i GTA: London 1961. El Grand Theft Auto III i els subsegüents videojocs a la saga han estat la bomba de les vendes i han aconseguit el reconeixement de la crítica, essent considerats, entre d'altres, com a millor videojoc de l'any per diverses fonts, i s'han venut més de 370 milions d'exemplars, la qual cosa la converteix en la cinquena franquícia de videojocs més venuda. A més a més, la saga s'ha demostrat popular i rendible per una llista llarga d'actors de Hollywood, que han proporcionat les veus als videojocs. Veterans en pel·lícules de gàngsters com per exemple Michael Madsen, Samuel L. Jackson, James Woods, Joe Pantoliano, Frank Vincent, Robert Loggia i Ray Liotta, donen veu a personatges protagonistes. La sèrie també ha estat controvertida per la seva naturalesa de adulta i els seus temes violents.

## Història
| Any                                           | Títol                                                                                                | Desenvolupador               | Plataforma(es)                                | Plataforma(es) | Plataforma(es) | Plataforma(es)         | Plataforma(es) | Univers        |
| Any                                           | Títol                                                                                                | Desenvolupador               | Consola domèstica                             | Ordinador      | Portàtil       | Mòbil                  | Altres         | Univers        |
| Saga principal                                | Saga principal                                                                                       | Saga principal               | Saga principal                                | Saga principal | Saga principal | Saga principal         | Saga principal | Saga principal |
| --------------------------------------------- | --- | ---------------------------- | --------------------------------------------- | -------------- | -------------- | ---------------------- | -------------- | -------------- |
| 1997                                          | Grand Theft Auto                                                                                     | DMA Design                   | PS1                                           | Windows MS-DOS | GBC            |                        |                | 2D             |
| 1999                                          | Grand Theft Auto 2                                                                                   | DMA Design                   | PS1 Dreamcast                                 | Windows        | GBC            |                        |                | 2D             |
| 2001                                          | Grand Theft Auto III                                                                                 | DMA Design                   | PS2 Xbox                                      | Windows OS X   |                | Android iOS Fire OS    |                | 3D             |
| 2002                                          | Grand Theft Auto: Vice City                                                                          | Rockstar North               | PS2 Xbox                                      | Windows OS X   |                | Android iOS Fire OS    |                | 3D             |
| 2004                                          | Grand Theft Auto: San Andreas                                                                        | Rockstar North               | PS2 Xbox PS3 [ A ] Xbox 360 [ B ]             | Windows OS X   |                | Android iOS WP Fire OS | Oculus Quest 2 | 3D             |
| 2008                                          | Grand Theft Auto IV                                                                                  | Rockstar North               | PS3 Xbox 360                                  | Windows        |                |                        |                | HD             |
| 2013                                          | Grand Theft Auto V                                                                                   | Rockstar North               | PS3 Xbox 360 PS4 Xbox One PS5 Xbox Series X/S | Windows        |                |                        |                | HD             |
| 2025                                          | Grand Theft Auto VI                                                                                  | TBA                          | PS5 Xbox Series X/S [ 7 ]                     |                |                |                        |                | TBA            |
| Paquets d'expansió                            | |                              |                                               |                |                |                        |                |                |
| 1999                                          | Grand Theft Auto: London 1969                                                                        | Rockstar Canada              | PS1                                           | Windows MS-DOS |                |                        |                | 2D             |
| 1999                                          | Grand Theft Auto: London 1961                                                                        | Rockstar Canada              |                                               | Windows MS-DOS |                |                        |                | 2D             |
| 2009                                          | Grand Theft Auto IV: The Lost and Damned                                                             | Rockstar North               | PS3 Xbox 360                                  | Windows        |                |                        |                | HD             |
| 2009                                          | Grand Theft Auto: The Ballad of Gay Tony                                                             | Rockstar North               | PS3 Xbox 360                                  | Windows        |                |                        |                | HD             |
| Jocs portàtils                                | |                              |                                               |                |                |                        |                |                |
| 2004                                          | Grand Theft Auto Advance                                                                             | Digital Eclipse              |                                               |                | GBA            |                        |                | 3D             |
| 2005                                          | Grand Theft Auto: Liberty City Stories                                                               | Rockstar Leeds               | PS2                                           |                | PSP            | iOS Android Fire OS    |                | 3D             |
| 2006                                          | Grand Theft Auto: Vice City Stories                                                                  | Rockstar Leeds               | PS2                                           |                | PSP            |                        |                | 3D             |
| 2009                                          | Grand Theft Auto: Chinatown Wars                                                                     | Rockstar Leeds               |                                               |                | PSP DS         | iOS Android Fire OS    |                | HD             |
| Recopilacions i remasteritzacions             | |                              |                                               |                |                |                        |                |                |
| 1999                                          | Grand Theft Auto: Director's Cut                                                                     | DMA Design / Rockstar Canada | PS1                                           | Windows MS-DOS |                |                        |                | 2D             |
| 2003                                          | Grand Theft Auto: The Classics Collection                                                            | DMA Design / Rockstar Canada | PS1                                           | Windows        |                |                        |                | 2D             |
| 2003                                          | Grand Theft Auto: Double Pack                                                                        | Rockstar North               | PS2 Xbox                                      |                |                |                        |                | 3D             |
| 2005                                          | Grand Theft Auto: The Trilogy                                                                        | Rockstar North               | Xbox PS2                                      | Windows OS X   |                |                        |                | 3D             |
| 2009                                          | Grand Theft Auto: Double Pack                                                                        | Rockstar Leeds               | PS2                                           |                | PSP            |                        |                | 3D             |
| 2009                                          | Grand Theft Auto: Episodes from Liberty City[./Grand_Theft_Auto_(saga)#cite_note-15 [upper-alpha 9]] | Rockstar North               | Xbox 360 PS3                                  | Windows        |                |                        |                | HD             |
| 2010                                          | Grand Theft Auto IV: Complete Edition                                                                | Rockstar North               | Xbox 360 PS3                                  | Windows        |                |                        |                | HD             |
| 2021                                          | Grand Theft Auto: The Trilogy – The Definitive Edition                                               | Grove Street Games           | Switch [ L ] PS4 PS5 Xbox One Xbox Series X/S | Windows        | Switch         | Android iOS            |                | 3D             |
| Notes: 1. 2. 3. 4. 5. 6. 7. 8. 9. 10. 11. 12. | |                              |                                               |                |                |                        |                |                |

### Saga principal
| 1997 | Grand Theft Auto                                       |
| 1998 |                                                        |
| 1999 | Grand Theft Auto: London, 1969                         |
| 1999 | Grand Theft Auto: London, 1961                         |
| 1999 | Grand Theft Auto 2                                     |
| 2000 |                                                        |
| 2001 | Grand Theft Auto III                                   |
| 2002 | Grand Theft Auto: Vice City                            |
| 2003 | Grand Theft Auto: Double Pack                          |
| 2004 | Grand Theft Auto: San Andreas                          |
| 2004 | Grand Theft Auto Advance                               |
| 2005 | Grand Theft Auto: The Trilogy                          |
| 2005 | Grand Theft Auto: Liberty City Stories                 |
| 2006 | Grand Theft Auto: Vice City Stories                    |
| 2007 |                                                        |
| 2008 | Grand Theft Auto IV                                    |
| 2009 | Grand Theft Auto IV: The Lost and Damned               |
| 2009 | Grand Theft Auto: Chinatown Wars                       |
| 2009 | Grand Theft Auto: The Ballad of Gay Tony               |
| 2010 |                                                        |
| 2011 |                                                        |
| 2012 |                                                        |
| 2013 | Grand Theft Auto V                                     |
| 2013 | Grand Theft Auto Online                                |
| 2014 |                                                        |
| 2015 |                                                        |
| 2016 |                                                        |
| 2017 |                                                        |
| 2018 |                                                        |
| 2019 |                                                        |
| 2020 |                                                        |
| 2021 | Grand Theft Auto: The Trilogy – The Definitive Edition |
| 2022 |                                                        |
| 2023 |                                                        |
| 2024 |                                                        |
| 2025 | Grand Theft Auto VI                                    |

La sèrie Grand Theft Auto es divideix en univers de ficció separats, que reben el nom del nivell principal de capacitat gràfica utilitzat en cada època. El Grand Theft Auto original, les seves expansions i la seva seqüela es consideren l'"univers 2D". Grand Theft Auto III i les seves seqüeles es consideren l'"univers 3D". Grand Theft Auto IV, les seves expansions i Grand Theft Auto V es consideren l'"univers HD". Cada univers es considera separat i només es comparteixen marques, noms de llocs i personatges de fons.
Grand Theft Auto, el primer joc de la sèrie, va ser llançat per a Microsoft Windows i MS-DOS el novembre de 1997, portat a la PlayStation el 1998 i a la Game Boy Color el 1999. Grand Theft Auto 2 va ser llançat el 1999 per a Microsoft Windows, després va rebre ports a PlayStation, Dreamcast i Game Boy Color.
La PlayStation 2 també va incloure tres entregues de la sèrie principal, totes les quals s'han tornat a publicar en diverses plataformes; un acord entre Take-Two Interactive i Sony Computer Entertainment va donar lloc a la seva exclusivitat cronometrada a PlayStation 2, abans de rebre ports per a Microsoft Windows i la Xbox. El títol de 2001 Grand Theft Auto III es va allunyar dels gràfics en dues dimensions (2D) utilitzats als dos primers jocs a gràfics per ordinador de tres dimensions (3D). Grand Theft Auto: Vice City es va publicar el 2002, i va ser el primer a comptar amb un protagonista parlant, amb la veu de Ray Liotta. Grand Theft Auto: San Andreas, llançat el 2004, va introduir diversos elements nous, inclosa la personalització de personatges i un gran mapa que inclou tres ciutats i la zona rural dels voltants.
Es van publicar dues entregues principals per a PlayStation 3 i Xbox 360. El títol de 2008 Grand Theft Auto IV es va centrar en el realisme i el detall, eliminant diverses funcions de personalització, alhora que afegeix un mode multijugador en línia. Grand Theft Auto V, publicat el 2013, comptava amb tres protagonistes jugables. Va ser llançat amb un èxit financer massiu, batent múltiples rècords. Més tard va ser rellançat amb diverses millores, el 2014 per a PlayStation 4 i Xbox One, i el 2015 per a Microsoft Windows; les versions per a PlayStation 5 i Xbox Series X i S es van llançar el març de 2022.
El 4 de febrer de 2022, Rockstar va confirmar que el desenvolupament d'una nova entrada a la sèrie estava "en marxa". Les imatges en desenvolupament del joc es van filtrar el setembre de 2022; Rockstar va assenyalar que estava "extremadament decebut" per la manera com es va demostrar per primera vegada el joc, però que no preveia efectes a llarg termini en el desenvolupament.

### Altres jocs
Grand Theft Auto ha generat nombrosos jocs i paquets d'expansió addicionals. El 1999, el joc original va rebre dos paquets d'expansió: Grand Theft Auto: London 1969 i Grand Theft Auto: London 1961, que, com els seus noms suggereixen, presentaven un escenari diferent –una versió fictícia de Londres– i noves missions i personatges. Grand Theft Auto Advance, llançat el 2004 exclusivament per a Game Boy Advance, presentava una perspectiva de dalt a baix, de manera similar als dos primers jocs principals de la sèrie, i la mateixa configuració que Grand Theft Auto III, a la qual va servir de preqüela. Es van llançar tres jocs per a la PlayStation Portable: Grand Theft Auto: Liberty City Stories el 2005, que també és una preqüela de Grand Theft Auto III; Grand Theft Auto: Vice City Stories el 2006, que és una preqüela de Vice City; i Grand Theft Auto: Chinatown Wars el 2009, que inclou la mateixa configuració que Grand Theft Auto IV, però els dos jocs no estan relacionats. Tant Liberty City Stories com Vice City Stories es van portar posteriorment a PlayStation 2, mentre que Chinatown Wars es va llançar originalment per a la Nintendo DS i més tard es va portar a PlayStation Portable. En 2009, The Lost and Damned i The Ballad of Gay Tony van ser llançats per a l'Xbox 360 com a paquets d'expansió per a Grand Theft Auto IV; una "aliança estratègica" entre Rockstar i Microsoft va donar lloc a l'exclusivitat cronometrada. Les expansions se centren en personatges que van tenir un paper relativament menor al joc principal i les històries dels quals tenen lloc simultàniament amb Grand Theft Auto IV. Totes dues van ser llançades posteriorment per a PlayStation 3 i Microsoft Windows com a part d'una recopilació, titulada Grand Theft Auto: Episodes from Liberty City, també disponible a Xbox 360.
Nombrosos títols de la sèrie han rebut ports per a dispositius mòbils. Chinatown Wars es va llançar per a iOS el 2010 i per a Android i Fire OS el 2014. Per als seus desè aniversari, Grand Theft Auto III i Vice City es van tornar a llançar per a iOS i Android el 2011 i el 2012, respectivament. En 2013, San Andreas es va portar a iOS, Android i Windows Phone i RT; el port mòbil es va tornar a llançar més tard per a Xbox 360 el 2014, l'any del desè aniversari del joc, i l'any següent per a PlayStation 3. En 2015, Liberty City Stories es va portar a iOS, Android i Fire OS.

### Recopilacions
Grand Theft Auto Double Pack es va llançar el 2003 per a PlayStation 2 i Xbox, i inclou tant Grand Theft Auto III com Vice City. Grand Theft Auto: The Trilogy és una recopilació de III, Vice City i San Andreas, i es va llançar per primera vegada el 2005 per a Xbox. Més tard es va tornar a llançar per a PlayStation 2, Windows, Mac OS X i PlayStation 4. The Trilogy també va servir com a paquet revisat per a San Andreas, que va haver de ser retirat dels prestatges a causa del controvertit Hot Coffee. Un informe de l'agost de 2021 va suggerir que Rockstar Dundee liderava el desenvolupament d'una versió remasteritzada de la trilogia, utilitzant Unreal Engine; following some leaks, Rockstar va anunciar oficialment Grand Theft Auto: The Trilogy – The Definitive Edition el 8 d'octubre de 2021. El joc inclou actualitzacions gràfiques i de joc, i va substituir les versions existents als minoristes digitals. Es va llançar per a Microsoft Windows, Nintendo Switch, PlayStation 4, PlayStation 5, Xbox One i Xbox Series X/S l'11 de novembre de 2021, i es llançarà per a Android i iOS el 2022.
Grand Theft Auto: Episodes from Liberty City és una recopilació independent dels dos episodis de Grand Theft Auto IV. Conté tant The Lost and Damned com The Ballad of Gay Tony en un disc. Va ser llançat el 29 d'octubre de 2009 per a Xbox 360 i el 13 d'abril de 2010 per a Microsoft Windows i PlayStation 3. Microsoft va afegir "Episodes de Liberty City" a la seva llista de retrocompatibilitat per a plataformes Xbox One el febrer de 2017. El llançament independent d'Episodes from Liberty City per a Windows es va suspendre i es va substituir per una versió només per a un sol jugador de Grand Theft Auto IV: Complete Edition el 2020.

## Mitjans relacionats
La sèrie s'ha ampliat a diversos formats. Jacked: The Outlaw Story of Grand Theft Auto, un llibre escrit per David Kushner que narra el desenvolupament de la sèrie, es va publicar el 2012. El març de 2015, BBC Two va anunciar The Gamechangers, un docudrama de 90 minuts basat en la creació de Grand Theft Auto. Dirigida per Owen Harris i escrita per James Wood, el drama és protagonitzat per Daniel Radcliffe com a president de Rockstar Sam Houser i Bill Paxton com a advocat inhabilitat Jack Thompson. El maig de 2015, Rockstar va presentar una demanda contra la BBC per infracció de marques registrades, afirmant que no tenien cap implicació en el desenvolupament de la pel·lícula i que havien intentat sense èxit contactar amb la BBC per resoldre l'assumpte. It first aired on 15 September 2015 on BBC Two.
El 2006, McFarland & Company va publicar The Meaning and Culture of Grand Theft Auto. Realitzat per Nate Garrelts, el llibre de 264 pàgines és una col·lecció d'assajos sobre la sèrie Grand Theft Auto, per ajudar el públic a entendre millor els jocs i fer una reflexió sobre la diligència deguda de les crítiques del joc. El llibre està dividit en dues parts: la primera part tracta de les polèmiques que envolten la sèrie, mentre que la segona part fa una visió teòrica dels jocs absents de la polèmica.
Roger Corman, que va produir la pel·lícula no relacionada de 1977 Grand Theft Auto, va afirmar que cap intent d'adaptació cinematogràfica de la sèrie de videojocs no va poder continuar. El 2017, va afirmar que va demandar el "editor de videojocs que va robar la idea de manera rotunda", i que "es van resoldre extrajudicialment i em van donar diners". Va dir que conserva els drets, "però la manera com està escrit en el contracte és una mica ennuvolat", i que els seus advocats estaven analitzant el contracte per assegurar-se que pot refer la pel·lícula. Take-Two Interactive va respondre a les afirmacions de Corman, assenyalant que l'empresa "és propietaria de tots els drets de les pel·lícules relacionades amb la sèrie de videojocs Grand Theft Auto", i que "pot i prendrà les accions legals apropiades contra qualsevol que intenti fer un ús indegut de la nostra propietat intel·lectual intentant fer una nova pel·lícula titulada Grand Theft Auto"; va afirmar haver pres amb èxit accions legals contra intents similars en el passat.

## Trets principals

### Jugabilitat
Cada joc d'aquesta sèrie permet al jugador assumir el paper d'un criminal a la gran ciutat, normalment un individu que planeja ascendir a les files del crim organitzat al llarg del joc. El jugador rep diverses missions de caps i ídols principals del baix fons de la ciutat que s'han de completar per avançar a través de la història. Els assassinats i altres crims violents apareixen regularment. Ocasionalment cal realitzar conducció en taxi, extinció d'incendis, carreres al carrer, conducció d'autobús o aprenent a volar helicòpters i avions d'ala fixa.
En títols posteriors, sobretot els llançats després de Grand Theft Auto 2, el jugador té una història més desenvolupada en la qual es veu obligat a superar un esdeveniment desafortunat (per exemple, ser traït i deixat per mort) que serveix de motivació perquè el personatge avanci en l'escala criminal i, finalment, condueix al triomf del personatge al final de la història.
La sèrie Grand Theft Auto pertany a un gènere de videojocs de rol roaming lliure anomenats jocs de món obert, i atorga una gran quantitat de llibertat al jugador. Els jocs d'acció tradicionals s'estructuren com una sèrie única de nivells amb joc lineal, però a Grand Theft Auto el jugador pot determinar les missions que vol dur a terme i la seva relació. amb diversos personatges que es canvien en funció d'aquestes opcions. Influenciat pel joc anterior Turbo Esprit, les ciutats dels jocs es poden desplaçar lliurement en qualsevol moment del joc, i són exemples d'entorns de videojocs de món obert que ofereixen edificis accessibles amb missions menors a més de la història principal. Hi ha excepcions: les missions segueixen una trama lineal i general. Cal completar aquestes missions per desbloquejar noves àrees del joc.
Grand Theft Auto III i els jocs posteriors tenen més actuacions de veu i emissores de ràdio, que simulen conduir amb música amb discjòqueis, personalitats de la ràdio, anuncis publicitaris, radio de conversa, música pop, i la cultura americana.
L'ús de vehicles en un entorn urbà explorable proporciona una simulació bàsica d'una ciutat en funcionament, amb vianants que generalment obeeixen els senyals de trànsit. S'utilitzen més detalls per concretar una atmosfera oberta que s'ha utilitzat en diversos altres jocs, com ara The Simpsons: Hit & Run, que posa menys èmfasi en el crim o la violència, i  Lego City Undercover, que inverteix els papers d'oficial de policia i criminal, tot i que el jugador va encobert en bandes durant una part del joc.
Les activitats delictives als jocs de Grand Theft Auto no passen desapercebudes per a la policia. A mesura que el jugador es dedica a aquestes activitats il·legals dins del joc, pot obtenir un "nivell desitjat", representat per un màxim de cinc o sis estrelles. Un petit delicte, com ara atropellar un personatge que no és jugador, pot crear una situació de nivell desitjat d'una estrella, mentre que disparar a un oficial pot guanyar més estrelles. A mesura que augmenta el nombre d'estrelles, augmentarà la quantitat i la força de la resposta; una sola estrella pot tenir uns quants cotxes de policia perseguint el jugador, mentre que amb 5 o 6 estrelles, tancs i helicòpters d'atac perseguiran el jugador. Moltes missions dins del joc donaran automàticament al jugador un nivell desitjat després de completar un determinat esdeveniment del qual s'ha de desfer abans que la missió es completi. Sovint, intentar mantenir-se allunyat de la policia mentre es busca, farà que el jugador guanyi nivells de recerca encara més alts. El jugador pot eliminar el nivell desitjat del seu personatge evitant la detecció o gastant diners del joc en llocs específics per eludir la policia (com ara un taller per pintar el seu cotxe). Alternativament, si el personatge-jugador mor, reapareixerà a un hospital i el nivell desitjat serà eliminat, encara que el jugador pot perdre diners, armes i altres beneficis que tenia abans de ser perseguit. El concepte de joc del "nivell desitjat" s'ha tornat comú a jocs similars de món obert.

### Ambientació
La majoria dels jocs de Grand Theft Auto es desenvolupen en paròdies de ficció de ciutats conegudes dels Estats Units, en diferents períodes. Els jocs es divideixen en tres universos diferents (2D, 3D i HD), cadascun amb les seves pròpies reinterpretacions de la configuració prèviament establerta. Els universos comparteixen els noms de ciutats, diverses marques i personatges de fons que mai apareixen físicament als jocs (amb algunes excepcions), però que, d'altra banda, es consideren continuïtats separades.

#### Liberty City
Liberty City, basada en Nova York, és una de les tres ciutats originals presentades a Grand Theft Auto. És la primera ambientació disponible per al jugador. La ciutat abasta dues masses terrestres (una gran al sud-est i una altra més petita al nord-est) i una illa central semblant a Manhattan; dues illes més petites apareixen al llarg del riu que separa les tres illes principals. L'escenari també incorpora l'estat veí de Nova Guernsey (una paròdia de Nova Jersey), que ocupa la part nord-oest del mapa. Les quatre illes principals estan dividides en districtes múltiples, inspirats en els barris de Nova York i Nova Jersey.
Una versió redissenyada de Liberty City es va presentar a Grand Theft Auto III (ambientat el 2001). Aquesta iteració només es basa vagament a Nova York i incorpora elements d'altres ciutats dels EUA, com ara Filadèlfia, Detroit, Boston, Chicago i Baltimore. La ciutat abasta tres illes principals, que es van desbloquejant gradualment a mesura que avança la història del joc: Portland (basada en les àrees industrials de Brooklyn i Queens, amb elements addicionals de Manhattan i Long Island), Staunton Island (basada principalment a Manhattan) i Shoreside Vale (basada lliurement a North Jersey, The Bronx, Staten Island i Upstate New York). Les illes estan connectades per ponts de carreteres i un sistema de túnels subterranis. A Shoreside Vale es pot trobar un túnel que surt de Liberty City, però el jugador no pot transitar. Aquesta versió particular de Liberty City va tornar a les preqüeles Grand Theft Auto Advance (ambientada el 2000) i Grand Theft Auto: Liberty City Stories (ambientada el 1998), tot i que amb diversos canvis per reflectir els diferents períodes. La ciutat també va ser esmentada a Grand Theft Auto: Vice City i Grand Theft Auto: San Andreas, i va ser l'escenari d'una missió en aquest últim.
Una tercera versió de Liberty City es va presentar a Grand Theft Auto IV, els seus paquets d'expansió The Lost and Damned i  The Ballad of Gay Tony (tots tres ambientats el 2008) i el joc portàtil Grand Theft Auto: Chinatown Wars (ambientat a 2009). Aquesta iteració s'assembla molt a Nova York i consta de quatre barris principals, que es poden explorar a mesura que avança la història: Broker (basat a Brooklyn), Dukes (Queens), Bohan (The Bronx) i Algonquin (Manhattan). La ubicació d'aquests barris reflecteix la dels seus homòlegs de la vida real: Broker i Dukes ocupen una gran massa terrestre al sud-est, mentre que Bohan forma la seva pròpia illa més petita al nord-est i Algonquin actua com a illa central de la ciutat. L'entorn també incorpora tres illes més petites: l'illa Charge (illa de Randall), l'illa Colony (illa Roosevelt) i l'illa de la felicitat (illa llibertat)—i una quarta massa terrestre, Alderney, que es troba a l'oest d'Algonquin i es considera el seu propi estat independent (de manera semblant a Nova Jersey). Alderney està absent a Chinatown Wars. Totes les illes, excepte l'illa de la Felicitat, estan connectades per ponts de carreteres, túnels subterranis i un sistema de metro; cap de les quals condueix fora de la ciutat.

#### San Andreas
San Andreas, basada en San Francisco, és una de les tres ciutats originals presentades a Grand Theft Auto. És el segon escenari disponible per al jugador. El local abasta dues masses de terra: una gran part nord, que es divideix en quinze districtes i generalment es considera el nucli de la ciutat, i una illa més petita al sud-est, que consta d'un sol districte, que actua com a zona de molls de la ciutat. La massa terrestre del nord està encara més dividida per la vall d'Aye, que talla el cor de la zona d'est a oest.
Una versió reimaginada de San Andreas es va presentar a Grand Theft Auto: San Andreas (ambientat el 1992), com un estat més que com una ciutat. Basat a Califòrnia i Nevada, l'estat abasta dues masses terrestres, separades per un riu i envoltades per una gran massa d'aigua. La part sud del mapa inclou les ciutats de Los Santos (basades a Los Angeles) i San Fierro (San Francisco), separades per grans boscos i zones muntanyoses. Per contra, la part nord és una gran regió desèrtica i només incorpora una ciutat, Las Venturas (Las Vegas). Ambdues masses de terra inclouen assentaments rurals addicionals, que estan menys habitats que les tres ciutats principals. Les ciutats estan connectades per un sistema de vies de tren, i cadascuna té un aeroport, que es pot utilitzar per viatges ràpids d'una ciutat a una altra. Al principi del joc, els jugadors només tenen accés a Los Santos, i la resta del mapa es desbloqueja gradualment a mesura que avança la història.
Una tercera versió de San Andreas va aparèixer a Grand Theft Auto V (ambientat el 2013), novament imaginat com un estat. El joc només inclou la part sud de l'estat, que es representa com una gran illa. La part sud de l'illa està ocupada majoritàriament per la ciutat de Los Santos (que s'assembla molt més a Los Angeles que a la seva contrapart "San Andreas"), mentre que la part nord, coneguda com a comtat de Blaine, està menys habitada, amb una gran zona de desert, bosc i muntanya, i només unes poques ciutats petites. Aquesta versió de San Andreas és actualment l'únic escenari de la sèrie que no inclou cap limitació de mapa, cosa que permet als jugadors explorar tota l'illa al començament del joc. Los Angeles va ser investigat àmpliament per a Grand Theft Auto V. L'equip va organitzar sortides de recerca de camp amb guies turístics i historiadors de l'arquitectura i va capturar unes 250.000 fotos i hores de vídeo durant aquestes visites. Des del llançament del joc, s'han identificat centenars d'edificis del joc basats en fites del món real. Sam Sweet de The New Yorker assenyala que, amb les vendes del joc que arriben als tretze milions de còpies, "hi haurà més gent vivint a l'estat imaginari de Los Santos que a la ciutat real sobre la qual es va modelar."

#### Vice City
Vice City, basada amb Miami, és una de les tres ciutats originals presentades a Grand Theft Auto. És el tercer escenari disponible per al jugador. La ciutat abasta una gran massa terrestre, dividida en vuit districtes que formen el nucli de la ciutat, i una illa més petita, Vice Beach, al nord-est. Igual que el seu homòleg de la vida real, Vice City es representa com una ciutat tropical, fàcilment distingida de les altres dues del joc per les seves platges i palmeres.
Una versió redissenyada de Vice City es va presentar a Grand Theft Auto: Vice City (ambientat el 1986). La ciutat consta de dues masses continentals principals, Vice City Beach i Vice City Mainland, separades per una gran massa d'aigua i connectades entre si i amb dues illes més petites, Starfish Island i Prawn Island, per una sèrie de ponts de carretera. Al principi del joc, el jugador només té accés a Vice City Beach, i la resta de la ciutat es desbloqueja gradualment a mesura que avança la història. La mateixa configuració s'utilitzaria més tard a la preqüela Grand Theft Auto: Vice City Stories (ambientada el 1984), encara que amb diversos canvis per reflectir el diferent període.
La versió de l'univers HD de Vice City encara no s'ha presentat, però s'ha fet referència tant a Grand Theft Auto IV com a Grand Theft Auto V.

#### Altres escenaris
Els paquets d'expansió London 1969 i London 1961 per a Grand Theft Auto tenen lloc en un versió de ficció de Londres durant la dècada de 1960. Com a tal, són els únics jocs de la sèrie que es desenvolupen fora dels Estats Units. La part de la ciutat utilitzada en els jocs es basa en Central London, encara que molt condensada i en la seva majoria geogràficament imprecisa. Consta de dues masses de terra, separades pel riu Tàmesi i connectades per diversos ponts de carretera. Una versió de ficció de Manchester també apareix als jocs.
Grand Theft Auto 2 està ambientada a Anywhere City, una metròpoli retrofuturista fictícia dels Estats Units sense inspiració aparent de cap ciutat de la vida real. L'escenari consta de tres àrees, entre les quals el jugador canviarà a mesura que avança la història: el districte del centre, el districte residencial i el districte industrial. Cada districte es representa com la seva pròpia illa individual. El joc està ambientat en un període no especificat; fonts en conflicte suggereixen qualsevol cosa des de "tres setmanes en el futur", fins a l'any 2013, mentre que el joc en si presenta diverses referències al "nou mil·lenni" que ve, la qual cosa implica que l'any és 1999.
Grand Theft Auto V presenta la ciutat fictícia de Ludendorff a l'estat de North Yankton (una paròdia de Dakota del Nord), que és l'escenari de dues missions i és inaccessible fora de la història. L'actualització de 2020 de Grand Theft Auto Online, The Cayo Perico Heist, va presentar l'illa fictícia homònima, un "paradís tropical" a la costa del Carib de Colòmbia en propietat privada del famós narcotraficant Juan "El Rubio" Strickler. L'illa s'utilitza tant com a base de transbordament com a lloc de festa per El Rubio, i s'inspira en Norman's Cay i Hacienda Nápoles. Cayo Perico és el primer escenari de la sèrie que no es troba als Estats Units des de Londres.

### Actuació de veu
La sèrie ha inclòs una gran varietat d'actors de veu. El Grand Theft Auto original, els seus paquets de missió i la seva seqüela, com així com Grand Theft Auto Advance i Chinatown Wars no presentaven cap veu acreditada a papers específics. El primer joc de la sèrie que ho va fer va ser Grand Theft Auto III que, malgrat un pressupost limitat i un perfil baix de la sèrie en aquell moment, va comptar amb diversos actors destacats de cinema i televisió. Aquests incloïen Frank Vincent, Michael Madsen i Kyle MacLachlan, que tots tenien papers destacats. Aleshores era rar que un videojoc fes servir actors tan destacats, i Grand Theft Auto III es considera un pioner en fer-ho. El següent joc, Grand Theft Auto: Vice City, va comptar amb més actors de cinema, inclòs Ray Liotta com a personatge del jugador. Tot i que el títol següent, Grand Theft Auto: San Andreas, també va comptar amb molts actors de cinema notables, com ara Samuel L. Jackson, Peter Fonda i James Woods—s'havia decidit reduir l'ús d'aquests actors, especialment per als papers principals. Com a resultat, molts dels papers destacats de San Andreas van ser interpretats per actors o rapers de perfil baix.
De Liberty City Stories fins a Grand Theft Auto V, la sèrie ha continuat utilitzant actors menys coneguts per donar veu als personatges principals, però encara utilitza celebritats i personalitats de la ràdio de la vida real per donar veu als DJ de les nombroses emissores de ràdio que apareixen a cada joc. Alguns jocs també presenten celebritats que es representen a si mateixes, com ara Lazlow Jones, Phil Collins, Ricky Gervais, Katt Williams, i Dr. Dre.

### Encàrrecs o feinesdelGTA
A part de la intensa i divertida història que hi ha a la saga, també es poden fer un seguit de missions que poden ajudar econòmicament al jugador, o simplement per poder arribar al 100% del joc. Però tots aquests encàrrecs (excepte els treballs esporàdics) s'han de completar en un límit de temps. Nota: No tots aquests treballs es poden fer a tots els jocs GTA. Els encàrrecs són els següents:
- Conductor d'ambulàncies - A la vora de qualsevol hospital hi pot haver una ambulància (també se'n pot aconseguir una cometent un crim i esperar que vingui). Dins l'ambulància es poden activar les missions de sanitari, que consisteixen en conduir l'ambulància fins a una persona ferida i dur-la a l'hospital al més aviat possible.
- Bomber - Agafant un cotxe de bombers, es poden activar les missions. És tracta d'anar al lloc on hi ha un incendi. Aquests es produeixen aleatòriament al llarg del mapa. A cada nivell que es passa, puja també la dificultat o el nombre de focs per apagar.
- Representant de la llei - Agafar un cotxe de policia, una ranxera del FBI, o qualsevol vehicle de l'exèrcit permet activar les missions de vigilant en què cal matar qualsevol assassí que es mogui per la ciutat. Normalment van en cotxe.
- Repartidor de pizza - Hi ha una motocicletes que porten publicitat de pizzeries, on es poden activar les missions de repartidor de pizzes. Se'n troben al darrere o al costat de qualsevol pizzeria.
- Taxista - Als videojocs de la saga GTA es poden trobar taxis per les ciutats. Les missions de taxista i permeten guanyar diners.
- 'Treballs esporàdics' - Són aquells encàrrecs que es poden fer sense seguir la història del joc. Sovint, és tracta d'aconseguir recompenses, matar persones, robar vehicles, etc.

## Polèmiques

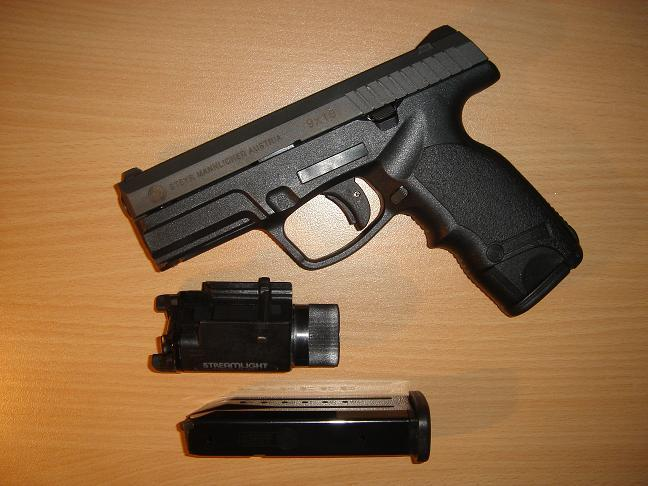
Les armes s'utilitzen àmpliament a la sèrie i són la font de molta controvèrsia.

Segons The Guinness World Records 2008 i 2009 Gamer's Edition, és la sèrie de videojocs més controvertida de la història, amb més de 4.000 articles publicats al respecte, que inclouen acusacions de violència glamoritzant, corrupció als jugadors i connexió amb crims de la vida real.

### Grand Theft Auto
El joc va ser controvertit des de la primera encarnació de la sèrie. Grand Theft Auto va ser condemnat a Gran Bretanya, Alemanya i França a causa de la seva "extrema violència", i el Brasil el va prohibir totalment. El publicista Max Clifford va plantar històries sensacionals en tabloides per tal d'ajudar a vendre el primer joc.

### Grand Theft Auto III
Les controvèrsies van tornar a esclatar amb Grand Theft Auto III, ja que els gràfics en 3D feien que la violència fos més realista, i els jugadors podien pagar pels serveis de prostitutes per restaurar la seva salut i, si ho volien, matar-les per recuperar part dels seus diners.
També hi ha crítiques pel focus en les activitats il·legals en comparació amb els rols "heroics" tradicionals que ofereixen altres jocs. El personatge principal pot cometre una gran varietat de crims i actes violents mentre només s'enfronta a conseqüències temporals, inclòs l'assassinat de policies i personal militar.

### Vice City
El sisè joc de la sèrie, Grand Theft Auto: Vice City, també va rebre crítiques. Una missió en particular, en la qual el jugador ha d'instigar una guerra de bandes entre bandes haitianes i cubanes, ha estat controvertida. Els grups haitians i cubans contra la difamació van criticar el joc.
Jean-Robert Lafortune, de la Haiti American Grassroots Coalition, diu que "El joc no s'ha de dissenyar per destruir la vida humana, no s'ha de dissenyar per destruir un grup ètnic", per a aquest i escenaris similars, incloses línies del guió del joc com ara "matar els dickheads haitians" dit pel personatge "Diaz" durant un altercat entre el jugador i una banda haitiana. Després de l'amenaça d'una demanda per part de la coalició de base haitiano-americana, Rockstar va eliminar la paraula "haitians" d'aquesta frase als subtítols del joc.

### San Andreas
San Andreas va ser criticat inicialment pels seus elements "gàngster", que inclouen drogues, prostitució i assassinats. Més tard va rebre crítiques addicionals després del descobriment d'un minijoc sexual interactiu, sobrenomenat Hot Coffee; inicialment es va tallar del joc, va romandre en el codi del joc i es va descobrir tant a la versió de consola com a Windows del joc.
Després del llançament de San Andreas, moders van aconseguir trobar el codi no utilitzat al joc i van llançar pedaços no oficials per a versions Windows i Xbox (amb un modchip) així com una versió de PlayStation 2 mitjançant l'ús d'un codi Action Replay permetent al jugador participar en aquests minijocs sexuals (anomenats "Hot Coffee", "Cafè calent" en referència a un eufemisme per al sexe utilitzat al joc). Aquests minijocs es van deixar parcialment intactes al codi del joc. Això va provocar l'aplicació d'una classificació AO (Només per a adults) ESRB a la versió del joc que conté el codi sobrant. Take-Two Interactive es va veure obligat a tornar a llançar el joc per tal de restaurar la classificació M (Mature). També es va presentar una demanda col·lectiva contra Take-Two com a resultat del codi "Hot Coffee".

### Grand Theft Auto IV
Una de les controvèrsies implicades amb aquest joc va ser la crítica de Mothers Against Drunk Driving (MADD) a la capacitat de beure i conduir com a característica nova. MADD fins i tot havia demanat a ESRB que canviés la classificació del joc de "M" per als disset anys i fins a "AO", només per a adults, perquè consideraven que era inadequat per als nens, fins i tot als disset anys, experimentar la conducció ebria d'aquesta manera. Al joc final, conduir ebri és un esdeveniment jugable, però és un delicte que genera automàticament una qualificació desitjada. i el personatge jugable principal Niko Bellic en veu alta (i borratxo) proclama que és una "mala idea" i que "hauria d'haver sabut".
En particular, és impossible conduir begut a les expansions GTA IV, The Lost and Damned i The Ballad of Gay Tony. Aquests es van publicar després de les crítiques. No obstant això, és possible tornar a conduir borratxo en el successor, Grand Theft Auto V.

### The Lost and Damned
El paquet d'expansió The Lost and Damned per a Grand Theft Auto IV va ser condemnat pel grup de pares nord-americans Common Sense Media, que va emetre una advertència pública contra el paquet. contingut a causa d'una escena de nuesa frontal completa durant una de les escenes. Van afirmar que el joc era "més controvertit que els seus predecessors" perquè presentava "nuesa masculina frontal completa".".

### Chinatown Wars
Nintendo volia que féssim Grand Theft Auto, i nosaltres volíem fer un joc a la seva plataforma. No volien que féssim un Grand Theft Auto per a nens, i no ens interessava fer un joc que normalment no faríem. 
Hi ha hagut certa controvèrsia sobre un minijoc de tràfic de drogues juntament amb comentaris que alguns jocs de Nintendo s'estan dirigint als nens (malgrat que el joc tenia la qualificació de Madur). El minijoc de tràfic de drogues permet als jugadors vendre sis tipus de drogues per la ciutat, però el benefici que obtingui el jugador depèn de les condicions del mercat, que es basaran en l'àrea en què tracten i el nivell de servei regular que rep aquesta zona. d'ells.

### Grand Theft Auto V
Un segment de l'última entrega va provocar controvèrsia per escenes que contenien tortures iniciades pel jugador. La missió "By the Book" inclou representacions gràfiques de genolls, electrocució, extracció dental i waterboarding, i el jugador ha de realitzar un acte de tortura per avançar en el joc.
L'organització benèfica del Regne Unit Freedom from Torture va condemnar públicament l'ús d'escenes de tortura a Grand Theft Auto V. L'organització, que treballa per rehabilitar els supervivents de la tortura, es va unir a altres organitzacions benèfiques de drets humans que es van indignar davant una escena de tortura en el joc en què els jugadors han de treure les dents i electrocutar un home desarmat per extreure informació. El director general de l'entitat benèfica, Keith Best, va declarar: "Rockstar North ha traspassat una línia forçant eficaçment la gent a assumir el paper d'un torturador i realitzar una sèrie d'actes indescriptibles si volen aconseguir l'èxit en el joc."
El joc també ha estat acusat de sexisme. El Los Angeles Times va considerar que els retrats satírics de dones del joc no són creatius i va afegir que els temes violents i masclistes perjudiquen l'experiència del joc. Edge va assenyalar que, tot i que "totes les dones del joc existeixen únicament per ser burlades, insultades o rigudes", va tractar els seus personatges principals, totalment masculins, d'una manera similar a través de les seves tendències estereotipades cap a la violència. Sam Houser, el cofundador de Rockstar Games va considerar que l'equip de desenvolupament de vegades passava per alt la seva representació de les dones als jocs de Grand Theft Auto, però que el pes cap als personatges masculins "encaix amb la història que volíem explicar".".

### Demandes
Diverses celebritats han demandat a Rockstar Games i/o Take-Two Interactive per presumptament violar la propietat intel·lectual o drets de la personalitat, inclòs l'artista de hip-hop. Daz Dillinger, Karen Gravano de Mob Wives, i l'actriu Lindsay Lohan.

#### Demandes amb Jack Thompson
L'antic advocat Jack Thompson ha estat involucrat en una sèrie d'intents per aconseguir que les famílies de les víctimes d'assassinat responsabilissin la sèrie Grand Theft Auto de la mort dels seus éssers estimats. A causa de la seva conducta en aquest i casos relacionats, Thompson va ser inhabilitat el 2008 i va ser multat amb més de 100.000 dòlars per la Florida Bar Association.
El 20 d'octubre de 2003, les famílies d'Aaron Hamel i Kimberly Bede, dos joves afusellats pels adolescents William i Josh Buckner (que en declaracions als investigadors van afirmar que les seves accions estaven inspirades en Grand Theft Auto III) van presentar una indemnització de 246 milions de dòlars com a demanda contra els editors Rockstar Games, Take-Two Interactive Software, el minorista Walmart i el fabricant de PlayStation 2 Sony Computer Entertainment America. Rockstar i la seva empresa matriu, Take-Two, van sol·licitar la desestimació de la demanda, afirmant al Tribunal de districte dels EUA el 29 d'octubre de 2003 que les "idees i conceptes, així com els suposats efectes psicològics" de Buckner estan protegits per la clàusula de llibertat d'expressió de la Primera Esmena. L'advocat de les víctimes, Jack Thompson, ho va negar, però va fracassar en el seu intent de traslladar la demanda a un tribunal estatal i sota la llei de protecció del consumidor de Tennessee. Dos dies després, els demandants van presentar una notificació d'acomiadament voluntari, i el cas es va arxivar.
Al febrer de 2005, es va presentar una petició contra els fabricants i distribuïdors de la sèrie Grand Theft Auto que afirmava que els jocs van provocar que un adolescent disparés i matés a tres membres de la força policial d'Alabama. El tiroteig va tenir lloc el juny de 2003 quan Devin Moore, de 17 anys en aquell moment, va ser interrogat per la policia a Fayette, Alabama sobre un vehicle robat. Llavors, Moore va agafar una pistola a un dels agents de policia i el va matar a trets juntament amb un altre agent i un despatxador abans de fugir en un cotxe de policia. Un dels advocats de Moore, Jack Thompson, va afirmar que si la naturalesa gràfica de Grand Theft Auto amb el seu temps de joc constant, això va fer que Moore cometés els assassinats, i la família de Moore està d'acord. S'estaven demanant danys a les sucursals de GameStop i Wal-Mart a Jasper, Alabama, les botigues de les quals Grand Theft Auto III i Grand Theft Auto: Vice City, respectivament, es van comprar i també a l'editor dels jocs Take-Two Interactive, i el fabricant de PlayStation 2 Sony Computer Entertainment. El 29 de març de 2006 el cas va ser arxivat i es va denegar l'autorització per a apel·lar.
El maig de 2005, Jack Thompson va aparèixer via satèl·lit al programa Glenn Beck a Headline News de CNN. Thompson va esmentar Devin Moore i va dir, pel que fa a Grand Theft Auto III i Grand Theft Auto: Vice City, "No tinc cap dubte […] que però per a l'entrenament de Devin Moore en aquest simulador d'assassinat de policies, no hauria estat capaç de matar tres policies a Fayette, Alabama que ara estan morts i sota terra. Estem demandant a Take-Two, Sony, Wal-Mart i GameStop per haver entrenat a Devin Moore per matar. No tenia antecedents de violència. Sense antecedents penals."
Al setembre de 2006, Thompson va presentar una altra demanda, al·legant que Cody Posey va jugar el joc de manera obsessiva abans d'assassinar el seu pare Delbert Paul Posey, la madrastra Tryone Schmid i la germanastra Marilea Schmid en un ranxo a Albuquerque, Nou Mèxic. La demanda es va presentar en nom de les famílies de les víctimes. La demanda al·legava que si no fos pel seu joc obsessiu de Grand Theft Auto: Vice City, els assassinats no haurien tingut lloc. Els demandant eren Cody Posey, Rockstar Games, Take-Two Interactive i Sony. La demanda demanava 600 milions de dòlars en danys i perjudicis. Durant el judici penal, l'equip de defensa de Posey va argumentar que el seu pare l'havia abusat i turmentat per la seva madrastra. Posey també estava prenent Zoloft en el moment dels assassinats. La demanda va ser desestimada el desembre de 2007.

### Modificació i recreacions de fans
Modding del contingut de Grand Theft Auto, ja sigui dins dels jocs de Grand Theft Auto o recreat mitjançant un altre programari, la comunitat de jugadors s'havia realitzat generalment des de principis dels anys 2000, amb una de les primeres conversions importants va ser la recreació de Liberty City de Grand Theft Auto III dins del motor Vice City. Al voltant de l'any 2017, Take Two va començar a prendre mesures contra aquests mods, específicament emetent una carta de cessament i desistiment als creadors d’OpenIV que permetia als modders alterar el contingut de Grand Theft Auto IV i V. Take-Two va dir aleshores que el seu problema no era directament amb el mod en si, sinó que "permet modificacions malicioses recents que permeten assetjar els jugadors i interferir amb l'experiència de GTA Online per a tothom", i que estava treballant amb l’OpenIV per trobar una solució viable. Els desenvolupadors d’OpenIV van optar per eliminar el mod de la circulació després de diverses rondes de discussió amb Take-Two. Take-Two va emetre una declaració per aclarir que no prendria mesures contra les modificacions per a un sol jugador; aquesta declaració es va actualitzar el 2019 per excloure els modders d'incloure altres propietats intel·lectuals de Take-Two o de "crear nous jocs, històries, missions o mapes".
La comunitat de modificacions de Grand Theft Auto va treballar sota aquesta resposta per continuar creant modificacions i altres continguts dins dels límits establerts per Take-Two. El febrer de 2021, Take-Two va emetre una retirada de la Digital Millennium Copyright Act (DMCA) de dos projectes allotjats a GitHub que tenien enginyeria inversa dels motors de joc de Grand Theft Auto III'  i Vice City, afirmant que aquesta enginyeria inversa no va ser permesa per l'EULA del joc. El 10 de juny de 2021, els promotors del projecte van presentar una contranotificació; segons les regles de la DMCA sobre disputes, el codi font es va restaurar després de dues setmanes. El conseller delegat de Take-Two, Strauss Zelnick, va declarar que la companyia té una visió "bastant flexible" sobre les modificacions dels usuaris, afirmant que "si l'economia està amenaçada o si hi ha un mal comportament, i sabem com definir-ho, emetrem un avís de retirada". No obstant això, l'empresa va procedir a continuar presentant una demanda a Califòrnia contra els programadors darrere d'aquest esforç el setembre de 2021, afirmant que els programadors "són molt conscients que no tenen el dret de copiar, adaptar o distribuir codi font derivat de GTA o els elements audiovisuals dels jocs, i que fer-ho constitueixi una infracció dels drets d'autor." Com a part de la demanda, Take-Two va emetre un altre avís de retirada a GitHub per eliminar les modificacions l'octubre del 2021. Els modders, en la seva resposta legal, van afirmar que l'ús dels actius estava dins de l'ús legítim, ja que les versions d'enginyeria inversa eren de naturalesa transformadora i com que ni Rockstar ni Take Two havien publicat cap actualització durant anys, no van perjudicar el perspectives comercials dels jocs.

## Rebuda
| Videojoc               | GameRankings                                       | Metacritic                                    |
| ---------------------- | -------------------------------------------------- | --------------------------------------------- |
| Grand Theft Auto       | (PC) 79% (PS1) 68% (GBC) 57%                       | —                                             |
| London 1969            | (PC) 75% (PS1) 69%                                 | —                                             |
| Grand Theft Auto 2     | (PC) 72% (DC) 71% (PS1) 70% (GBC) 35%              | (PS1) 70                                      |
| Grand Theft Auto III   | (PS2) 95% (PC) 94%                                 | (PS2) 97 (Xbox) 96 (PC) 93                    |
| Vice City              | (PS2) 94% (PC) 94%                                 | (Xbox) 96 (PS2) 95 (PC) 94                    |
| San Andreas            | (PS2) 95% (Xbox) 92% (PC) 92%                      | (PS2) 95 (Xbox) 93 (PC) 93                    |
| Advance                | (GBA) 70%                                          | (GBA) 68                                      |
| Liberty City Stories   | (PSP) 87% (PS2) 77%                                | (PSP) 88 (PS2) 78                             |
| Vice City Stories      | (PSP) 85% (PS2) 76%                                | (PSP) 86 (PS2) 75                             |
| Grand Theft Auto IV    | (PS3) 97% (X360) 97% (PC) 88%                      | (PS3) 98 (X360) 98 (PC) 90                    |
| The Lost and Damned    | (PC) 94% (PS3) 94% (X360) 90%                      | (X360) 90 (PS3) 88                            |
| Chinatown Wars         | (NDS) 93% (PSP) 90%                                | (NDS) 93 (PSP) 90                             |
| The Ballad of Gay Tony | (PC) 90% (PS3) 90% (X360) 90%                      | (X360) 89 (PS3) 87                            |
| Grand Theft Auto V     | (XONE) 98% (PS3) 97% (PS4) 96% (X360) 96% (PC) 95% | (XONE) 97 (PS3) 97 (PS4) 97 (X360) 97 (PC) 96 |

Des del llançament de Grand Theft Auto III l'any 2001, la sèrie Grand Theft Auto ha estat un gran èxit, tant a nivell crític com econòmic. Ha venut més de 370 milions d'unitats, convertint-la en la cinquena franquícia de videojocs més venuda de tots els temps, darrere de Mario de Nintendo i Pokémon, Call of Duty d'Activision, i Tetris.
El 2006, Grand Theft Auto va ser votat com un dels 10 millors dissenys de Gran Bretanya a la Great British Design Quest organitzada per la BBC i el Design Museum. El joc va aparèixer en una llista d'icones del disseny britànic que incloïa Concorde, Jaguar E-Type, Aston Martin DB5, Mini, World Wide Web, Tomb Raider, Cabina telefònica K2, mapa del metro de Londres, l'autobús AEC Routemaster i el Supermarine Spitfire.
La sèrie ha batut diversos rècords, la qual cosa ha fet que Guinness World Records atorgui a la sèrie 10 rècords mundials a la Gamer's Edition 2008. Aquests rècords inclouen la majoria d'estrelles convidades en una sèrie de videojocs, el repartiment de veu més gran d'un videojoc ("Grand Theft Auto: San Andreas"), la banda sonora més gran del joc ("Grand Theft Auto: San Andreas") com a així com el llançament d'entreteniment amb més èxit de tots els temps (Grand Theft Auto V). Guinness World Records també va classificar Grand Theft Auto en el tercer lloc de la seva llista dels 50 millors jocs de consola de tots els temps segons l'impacte inicial i el llegat durador. Grand Theft Auto: San Andreas està catalogat com el joc de més èxit a PlayStation 2 segons The Guinness World Records 2009 Gamer's Edition.
Grand Theft Auto III, San Andreas i Vice City es troben actualment als 2n, 5è i 6è jocs de PlayStation 2 amb millor puntuació a Metacritic, respectivament, mentre que Chinatown Wars està classificat com el millor joc de la Nintendo DS and the second best on the PlayStation Portable, i Grand Theft Auto IV actualment està classificat com el segon millor joc de la història, amb una puntuació de 98, només per darrere de The Legend of Zelda: Ocarina of Time. A més, Vice City, Grand Theft Auto III, San Andreas, Grand Theft Auto IV i Grand Theft Auto V es troben als llocs 11, 24 i 27, 93è i 2n millors jocs de PC de tots els temps, a Metacritic. Juntament amb això, The Lost and Damned i The Ballad of Gay Tony es troben actualment al 35è i al 59è lloc dels millors jocs de Xbox 360.

### Vendes
| Any                                    | Joc                                          | Vendes       | Etiquetes adquirides                                                                     |
| -------------------------------------- | -------------------------------------------- | ------------ | ---------------------------------------------------------------------------------------- |
| 1997                                   | Grand Theft Auto                             | 3,5 milions+ | PS1 Greatest Hits, Platinum                                                              |
| 1999                                   | Grand Theft Auto: London 1969                |              |                                                                                          |
| 1999                                   | Grand Theft Auto: London 1961                |              |                                                                                          |
| 1999                                   | Grand Theft Auto 2                           | 1 milió      | PS1 Greatest Hits                                                                        |
| 2001                                   | Grand Theft Auto III                         | 17,5 milions | PS2 Greatest Hits, Platinum                                                              |
| 2002                                   | Grand Theft Auto: Vice City                  | 20 milions   | PS2 Greatest Hits, Platinum                                                              |
| 2004                                   | Grand Theft Auto: San Andreas                | 27,5 milions | PS2 Greatest Hits , Platinum Xbox Platinum Hits PS3 Greatest Hits Xbox 360 Platinum Hits |
| 2004                                   | Grand Theft Auto Advance                     | 100.000      |                                                                                          |
| 2005                                   | Grand Theft Auto: Liberty City Stories       | 8 milions    | PSP Greatest Hits , Platinum PS2 Platinum                                                |
| 2006                                   | Grand Theft Auto: Vice City Stories          | 4,5 milions  | PSP Greatest Hits , Platinum PS2 Platinum                                                |
| 2008                                   | Grand Theft Auto IV                          | 25 milions   | PS3 Greatest Hits , Platinum Xbox 360 Platinum Hits                                      |
| 2009                                   | Grand Theft Auto IV: The Lost and Damned     | 1 milió      |                                                                                          |
| 2009                                   | Grand Theft Auto: Chinatown Wars             | 200.000      | PSP Greatest Hits                                                                        |
| 2009                                   | Grand Theft Auto: The Ballad of Gay Tony     |              |                                                                                          |
| 2009                                   | Grand Theft Auto: Episodes from Liberty City | 160.000      | PS3 Greatest Hits Xbox 360 Platinum Hits                                                 |
| 2013                                   | Grand Theft Auto V                           | 130 milions  | PS3 Greatest Hits Xbox 360 Platinum Hits                                                 |
| Vendes totals de la sèrie: 235 milions |                                              |              |                                                                                          |

## Videojocs similars
El llançament de Grand Theft Auto III es tracta com un esdeveniment important en la història dels videojocs, com el llançament de Doom gairebé una dècada abans.
Durant les entrevistes per commemorar el 10è aniversari del llançament de Grand Theft Auto III, el productor de la sèrie Street Fighter, Yoshinori Ono, va dir: "Seria no exagerat dir que Grand Theft Auto III va canviar la indústria, i bàsicament podem separar el temps abans i després de la seva aparició com a èpoques diferents". En el mateix article, el director dels estudis Bethesda, Todd Howard, va dir: "La marca d'un joc realment genial és quantes persones intenten recuperar-lo o emular-lo i fracassar. Hi ha una llarga cua al darrere d'aquest."
Els jocs posteriors que segueixen aquesta fórmula de conducció i tir s'han anomenat "clons de Grand Theft Auto". Alguns crítics fins i tot van ampliar aquesta etiqueta a la sèrie Driver, tot i que aquesta sèrie va començar anys abans del llançament de Grand Theft Auto III. Els clons de Grand Theft Auto són un tipus de jocs d'acció i aventura en 3D, on els jugadors tenen la possibilitat de conduir qualsevol vehicle o disparar qualsevol arma mentre exploren un món obert. Aquests jocs sovint incorporen temes violents i criminals. Els jocs notables que són comparables a Grand Theft Auto són Saints Row, Scarface: The World Is Yours, True Crime: Streets of LA, Watch Dogs, Sleeping Dogs, Just Cause, Mafia i The Godfather.

## GTA texter
El GTA texter és un programa informàtic creat per feroCT5 que serveix com a eina essencial per traduir textos de qualsevol llengua dels videojocs Grand Theft Auto III i Grand Theft Auto: Vice City. Aquest programa està en vint llengües aproximadament, entre elles el català (versió 0.951, i properament hi haurà la versió 0.930 i 0.952). El GTA Texter resulta una eina fàcil per fer traduccions d'aquests jocs, i que permet també canviar els nom dels vehicles, posar subtítols i noves entrades (típicament s'utilitza per fer modificacions). Aquest programa dona una gran llibertat al creador de modificacions perquè es poden crear més entrades als jocs. Va sortir també una versió beta del programa, en la qual es podia editar texts del Grand Theft Auto: San Andreas. Però, a causa de ser una versió beta, encara, a hores d'ara no permet fer la traducció del programa a qualsevol llengua, ja que només inclou l'anglès, l'alemany i el rus.

## Per a més informació
- Garrelts, Nate. The Meaning and Culture of Grand Theft Auto.  Jefferson, North Carolina, United States: McFarland, 2006. ISBN 9780786428229.
- Kushner, David. Jacked: The Outlaw Story of Grand Theft Auto.  Hoboken, New Jersey, United States: Wiley, 2012. ISBN 978-0470936375.